# Astragalus boeticus
Astragalus boeticus — вид квіткових рослин родини бобові (Fabaceae). boeticus: географічний епітет, який посилається на Бетіку.

## Опис
Це трав'яниста однорічна рослина 20–60 см заввишки. Стебла 7 мм в діаметрі, прямовисні, сланкі або піднімають. Листя 5–17 см завдовжки, з 6–13 парами листочків. Щільні суцвіття. Віночок 11–14 мм, жовтий. Плоди 20–45(60) × 5–7 мм, сидячі. Насіння 4–4,5 × 6,5 мм.

## Поширення
Країни поширення: Північна Африка: Алжир; Єгипет; Лівія; Марокко; Туніс. Західна Азія: Кіпр; Іран; Ізраїль; Ліван; Сирія; Туреччина [Кос і Родос Острови]. Південна Європа: Колишня Югославія; Греція [вкл. Крит]; Італія [вкл. Сардинія, Сицилія]; Франція [вкл. Корсика]; Португалія [пд., Мадейра.]; Гібралтар; Іспанія [пд., Балеарські острови, Канарські острови]. Населяє луки у прибережних пісках; 0-1000 м. Цвіте і плодоносить у квітні.